# Arlecdon
Arlecdon – wieś w Anglii, w Kumbrii, w dystrykcie (unitary authority) Cumberland. Leży 52 km na południowy zachód od miasta Carlisle i 406 km na północny zachód od Londynu. W 2011 miejscowość liczyła 1500 mieszkańców.